# 谭震林
谭震林（1902年4月24日—1983年9月30日），别名梅城，汉族，湖南攸县人，中国共产党革命家，中国人民解放军高级将领，中国共产党、中华人民共和国政治人物，原副国级领导人。有“谭老板”的称号。
谭震林早年参与井冈山斗争，曾任茶陵工农兵政府主席、中共湘赣边界特委书记、红十二军政治委员、福建军区司令员、中华苏维埃共和国国家政治保卫局分局长，红军长征后留守苏区开展游击战争。抗日战争时期，任新四军第三支队副司令员、第六师师长兼政治委员、新四军政治部主任、第二师政治委员。第二次国共内战时期，任华中野战军政治委员、华东野战军（后第三野战军）副政治委员。中华人民共和国成立后，任中共浙江省委书记、江苏省人民政府主席、中共中央政治局委员，中华人民共和国国务院副总理，全国人大常委会副委员长，中央顾问委员会副主任等职。

## 生平

### 早年红军生涯
清光緒二十八年（1902年）3月17日，生于湖南省攸县城关镇。1911年入私塾学习。两年后，在书纸店当学徒。20年代初期，在攸县、茶陵组织发动两次工人斗争。 1926年加入中国共产党，先后担任攸县工人纠察队长，县总工会宣传干事，县党部工农运动特派员。曾组织发动家乡人民支援国民革命军北伐，开展农民运动，解除反动武装。
1927年冬，井冈山工农革命军攻占茶陵县城，谭震林被推举为茶陵工农兵政府主席，并任工会主席。年底，随工农革命军撤离，在毛泽东的领导下投入创建井冈山根据地的斗争。先后当选为中共湘赣边界特委常委、副书记、书记和工农兵政府土地部长。1929年随部队进军赣南、闽西，先后任红4军第2纵队政治委员、第4纵队政治部主任。参加了中共红4军第九次代表大会（即古田会议），当选前委委员。
1930年6月，谭震林担任红十二军政治委员。1932年任福建军区司令员，参加了中共第一至第四次反围剿作战，指挥部队取得水西渡、上杭、马伏等战斗的胜利。1933年，谭震林因抵制批判“罗明路线”，而遭到严厉批判，被撤去福建军区司令员职务。1934年红一方面军开始长征后，谭担任留守苏区的中央军区（留守部队）“国家政治保卫分局长”（直属中革军委领导），苏区中央分局委员，领导闽西南军民坚持了三年游击战争。在此期间，受肃反扩大化的影响，以莫须有的罪名，和项英共同合谋处决（用大刀砍杀）了原红12军参谋长林野夫妇。1945年，中共七大为林野平反，并追认林野为革命烈士。1935年，谭震林任闽西南军军委军事部长，1936年任闽西南军委副主席。

### 抗日战争时期
抗战爆发之后，在赣闽活动的中共游击部队与国军进行谈判，并获得成功。1938年3月1日，谭震林与张鼎丞、邓子恢率领的闽西南红军改编为新四军二支队，并任新四军第二支队副司令员，部队北上。谭震林随即调任第三支队副司令员，指挥马家园战斗，开辟了皖南抗日根据地。1939年，谭震林指挥了繁昌保卫战。1940年，谭震林任江南抗日义勇军司令员兼政委，创建东路抗日游击根椐地。
皖南事变后，谭震林任新四军第六师师长兼政治委员，苏南区党委书记，向日军主动出击八十余次。1941年11月，由于日军发动“清乡”，新四军无法立足，谭震林率第六师师部和第十八旅向江北转移，进入江都、宝应、高邮地区。所部十六旅遭偷袭后，谭震林返回苏南兼任十六旅旅长，整顿部队。1942年3月，谭震林任新四军第一师兼苏中军区政治委员，10月调任新四军政治部主任。1943年2月，谭震林担任新四军第二师兼淮南军区政治委员，与罗炳辉领导淮南新四军反击日军扫荡，并扩大根据地。1945年，谭震林当选中共第七届中央委员。

### 第二次国共内战时期

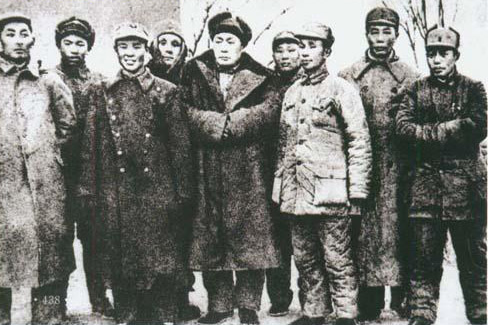
1947年，华东野战军领导人合影。左起：叶飞、丁秋生、韦国清、邓子恢、陈毅、唐亮、粟裕、陈士榘、谭震林。

中日战争结束后，中共部队战略调整，新四军主力进入山东。11月宣布正式成立成立华中分局，谭震林为副书记，华中留下的新四军合并成华中军区，谭震林任华中军区副政委兼政治部主任、华中野战军政委。第二次国共内战爆发后，谭震林同粟裕指挥苏中战役，获得七战七捷的重大胜利。1946年9月，粟裕指挥的华中野战军和陈毅指挥的山东野战军合编为华东野战军，谭震林任副政治委员。合编之后，为了进一步在淮北地区打开局面，陈毅、粟裕决定发动一次大型战役。此后，又参与指挥宿北战役、鲁南战役，此后转入山东作战。1947年1月，华东解放军统一整编，谭震林任华东军区、华东野战军副政治委员，代号“503”，参与指挥莱芜、孟良崮等战役。
同年8月，陈毅、粟裕率领华东野战军八个纵队进攻豫、皖、苏等地；其余的二、七、九、十三纵队等则由谭震林、许世友指挥，为东线兵团。而此时，国军发起胶东战役，连续占领莱阳、龙口、烟台等地；谭震林率二、七纵由诸城北上，与许世友率部合击范汉杰部，获得胶河战役胜利。随后连续发动阻击战，并再次占领高密、海阳、平度等地。1947年12月，东线兵团北上围攻占领莱阳。1948年3月，谭震林任华野山东兵团政治委员，兵团西进攻克周村、张店等地，击破国军在胶济铁路的西线防御部署。随后兵团突然回撤，返而攻克潍县，使得胶东、渤海、鲁南三个解放军连成一片。随后，兵团开始挺入津浦铁路，5月，攻占泰安以及津浦铁路沿线各国军据点，逼近兖州。7月，发动兖州战役总攻，并于13日攻克兖州，第十绥靖区司令官李玉堂化妆脱逃，国军第十二军军长霍守义被俘。此外并派遣九纵阻击济南方面来援的吴化文部。
1948年8月，华东野战军西线兵团抵达山东与山东兵团回师，决定进攻济南。许世友与和谭震林率领十四万部队组成攻城兵团，其余十八万部队归粟裕指挥负责阻击援军。9月16日，攻城开始，原本负责助攻的东线集团指挥聂凤智擅自把命令改为“主攻”，使得王耀武无法判断解放军主攻方向。24日，解放军占领济南城，国军十一万守军全部或阵亡或求降，王耀武被俘。11月，担任淮海战役总前委成员，参与淮海战役的组织指挥，并指挥山东兵团参与碾庄战役。1949年2月，谭震林任第三野战军第一副政治委员。4月21日，解放军发起渡江战役，谭震林指挥第7、第9兵团作为中集团强渡长江，在广德围歼中华民国国军十万余人，此后率部队进军浙江。5月，解放军攻占浙江大部，谭震林任中共浙江省委书记，浙江省人民政府主席，浙江省军区政治委员。

### 中华人民共和国成立后
中华人民共和国成立后，谭震林兼任华东军区暨第三野战军副政治委员。1952年起，出任中共中央华东局第三书记、华东军政委员会副主席，江苏省人民政府主席等职。1954年12月后，任中共中央副秘书长，国务院副总理等职。长期在中央和政府部门担任领导工作。尽管军功卓著，但由于较早转地方工作，没有授军衔。1956年，中共八大上，谭震林当选中共中央书记处书记。1958年中共八届五中全会上，被增选为政治局委员。大跃进时期，担任分管农业工作的中央书记处书记，表现活跃，对大跃进起到了推波助澜的作用，宣传推广了一些脱离实际的口号，“人有多大胆，地有多大产”就是其在《人民日报》文章中第一次引用的。晚年对此期间的错误坦诚内疚。
文化大革命中，谭震林受到冲击和迫害，与江青、陈伯达、林彪集团发生矛盾。在1967年2月的中央政治局会议上，带头“大闹怀仁堂”，和李富春、李先念、叶剑英、陈毅、徐向前、聂荣臻等一起，同陈伯达、江青、康生、张春桥等中央文化革命小组成员争论，该事件事后被毛泽东、林彪等称为“二月逆流”。会议快结束时，谭边收拾文件边生气的说：“早知道有今天，我就不该参加革命，不该参加共产党，不该活到六十五岁，不该跟毛主席四十年！”，毛澤東則回應「你說你不該那麼早入黨，不該活到六十五歲，不該跟我革命，那你可以退黨嘛！可以不革命嘛！可以不跟我嘛！至於你該不該活六十五歲，那怎麼辦哪，你已經活了嘛」，1971年林彪政治斗争失败后，毛泽东对“二月逆流”成员有所宽容。1973年，谭震林在毛泽东的指示下，被恢复党和国家领导人的生活待遇，并参加了中国共产党第十次全国代表大会，被选为中央委员。1975年1月，他当选为全国人大常委会副委员长，并连任一届。1978年，谭震林支持并推动了真理标准大讨论。1982年，当选中共中央顾问委员会副主任。
1983年9月30日在北京逝世，享年81岁。

## 相关著作
- 《红旗跃过汀江》 (将帅革命回忆录)  谭震林 、张鼎臣等，1981人民出版社
- 《谭震林纪念文集》 2002湖南人民出版社 ，文集分“题词”、“照片”、“文选”、“回忆”和“传记”5部分。
- 《谭震林百年诞辰纪念文集》2002浙江人民出版社，收录了谭震林不同时期的讲话、文章和诗作，从不同侧面反映了他的生平和思想，内容涉及政治、军事、经济、文化等方面。

## 家庭
谭震林结过两次婚，第一任妻子蔣秀仙于红军时期与谭震林结婚，半年多后死于肃反。第二任妻子葛慧敏，原名田秉秀，1919年出生，1939年6月与谭震林结婚。中华人民共和国成立后，先后任浙江省委和华东局企业工委机要秘书、中央办公厅谭震林机要秘书和谭震林办公室主任，1994年1月31日在北京逝世。
谭震林有一子一女。女儿谭泾远曾任中国科协综合计划局（计财部）局长，2000年退休。儿子谭晓光，中国气象局北京城市气象研究所研究员。